# 野租乡
野租乡，是中华人民共和国四川省凉山彝族自治州会东县下辖的一个乡镇级行政单位。2019年12月，撤销拉马乡，将其所属行政区域划归野租乡管辖。

## 行政区划
野租乡下辖以下地区：
下野租村、柏栎箐村和上野租村。